# Der Graf von Luxemburg (Operette)
Der Graf von Luxemburg (ungarisch Luxemburg grófja) ist eine Operette in drei Akten von Franz Lehár. Das Libretto stammt von Robert Bodanzky und Alfred Maria Willner. Die oft verbreiteten Angaben, dass auch Leo Stein am Libretto beteiligt gewesen sei und dieses auf Willners und Bernhard Buchbinders Text für Johann Strauss’ Operette Die Göttin der Vernunft von 1897 zurückgehe, basiert auf lange fortgeschriebenen Irrtümern. Die Uraufführung fand am 12. November 1909 am Theater an der Wien in Wien statt, wobei Lehár selbst dirigierte.

## Handlung
Die Operette spielt in Paris im Bohème-Milieu in der Gegenwart des Komponisten, der Jahrhundertwende.
Fürst Basil Basilowitsch hat sich unsterblich in die Sängerin Angèle Didier verliebt und fördert und beobachtet sie schon lange heimlich. Nun sinnt er verzweifelt auf eine Möglichkeit, sie zu ehelichen, denn es ist ihm verboten, eine bürgerliche Braut zum Altar zu führen.
Da kommt ihm der verarmte Lebemann Graf René von Luxemburg gerade recht. Basil schlägt René einen Handel vor: Für eine halbe Million soll der Graf die Sängerin pro forma zu seiner Frau machen und sich nach drei Monaten, währenddessen er in Paris untertauchen solle, von ihr wieder scheiden lassen. Die Frau befände sich dann im Adelsstand, was ihm, Basil, die Heirat selbst ermöglichen würde.
Graf René geht auf das Angebot ein. Die Trauungszeremonie wird auf eine Weise vollzogen, die dem Grafen den Blick auf die Braut verwehrt, und so bleibt sie für ihn völlig unbekannt.
Die vereinbarten drei Monate sind beinahe vergangen, als der Zufall Graf René in den Wintergarten des Palais der Sängerin verschlägt, wo diese gerade auftritt. Er verliebt sich auf Anhieb in sie und auch Angèle findet Gefallen an Graf René, der sich ihr als „Baron von Reval“ vorstellt.
Als Angèle verächtlich von jenem Grafen von Luxemburg spricht, der sich für Geld zu einer Scheinheirat habe verführen lassen, sagt ihr Graf René, wer er ist; und habe sie nicht ähnlich gehandelt, weil sie nur als „Gräfin“ Fürstin werden könne? Sie haben einander nichts vorzuwerfen; ihre Liebe bleibt bestehen – Graf René hat dem Fürsten Basil immerhin sein Wort verpfändet; darüber kann ihm weder Angèles Spott noch ihr Kuss hinweghelfen.
Doch die Operettenlösung bleibt nicht aus. Fürst Basil muss auf des Zaren Befehl eine uralte Gräfin heiraten, und Graf René erhält sein beschlagnahmtes Vermögen zurück.

## Bekannte Lieder und Musikstücke
- Karneval, Du allerschönste Zeit
- Ein Stübchen so klein /...Wir bummeln durchs Leben, was schert uns das Ziel.
- Mein Ahnherr war der Luxemburg
- Oh was bin ich verliebt
- Mädel klein, Mädel fein
- Bist Du’s, lachendes Glück, das jetzt vorüberschwebt...
- Lieber Freund, man greift nicht nach den Sternen
- Sie geht links, er geht rechts, Mann und Frau, jeder möcht's, ideal ist solche Ehe, schmerzlos ohne jedes Wehe!
- Unbekannt, darum nicht minder interessant
- Ein Löwe war ich im Salon
- Kam ein Falter leicht geflattert
- Ballett mit Galopp: Tanz der Stunden

## Werkgeschichte
Franz Lehár hatte sich nach dem Erfolg der Lustigen Witwe verpflichtet, bis Ende 1909 eine weitere Operette als Herbstnovität für das Theater an der Wien zu schreiben. Der Verpflichtung lag ein angespanntes Verhältnis zwischen Lehár und der Theaterdirektion zugrunde. Denn zuvor wurden die Stücke an konkurrierenden Wiener Spielstätten vergeben. So wurde die Operette Das Fürstenkind an das Johann-Strauss-Theater und Zigeunerliebe an das Carl Theater vergeben. Lehár nutzte das Angebot der Librettisten, die ihm ein bereits fertiggestelltes Libretto offerierten, welches ursprünglich für Leo Fall bestimmt war. Dieser lehnte jedoch ab, die Musik zu komponieren. Lehár war jedoch begeistert vom Stück und begann am 29. Mai 1909 die Bearbeitung in seinem Sommersitz in Bad Ischl. Am 21. Juni 1909 sendete er ein Telegramm an die Direktion des Theaters an der Wien, dass die Partitur nahezu fertig sei. Wenige Tage darauf, am 26. Juni 1909, übergab er Emil Steininger die Operette mit den Worten: „Der Schmarrn ist fertig und wenn es keinen Erfolg haben wird, habt ihr es euch selbst zuzuschreiben!“ Für Wilhelm Karczag, den erfolgreichen Pächter des Theaters an der Wien und Eigentümer des Karczag-Verlages, bei dem Lehár im Wort stand – so überliefert es zumindest eine Legende, war das Stück, trotz des Zeitdrucks, ein voller Erfolg. „Wir haben stets zwei Hauptpaare, die girren, und die lustigen Leute, die zum Lachen reizen. So finden sich alle Geschmacksrichtungen befriedigt.“
Bei der von Robert Stolz dirigierten Uraufführung wurde Der Graf von Luxemburg mit stürmischem Beifall aufgenommen und danach mehr als 300 Mal hintereinander im Theater an der Wien aufgeführt. Wie keine andere Operette Lehárs wurde Der Graf von Luxemburg zum Vorreiter für die Entwicklung der Salonoperette, was mit der treffenden Umschreibung des Genres durch Lehár erklärbar ist. In der Folgezeit erlebte die Operette mehrfache Abänderungen. Die heute bevorzugte Version stammt von einer Inszenierung im Berliner Theater des Volkes am 4. März 1937.
Eine sehr freie englische Nachdichtung in zwei Akten von Basil Hood und Adrian Rosson lief mit Lehárs Musik unter dem Titel The Count of Luxembourg ab 20. Mai 1911 in Londons Daly’s Theatre 240 Mal und war auch ein großer Erfolg im Jahr darauf im New Yorker New Amsterdam Theatre. 1926 wurde ein Stummfilm auf der Basis dieser Version gedreht; mit einem neuen englischen Libretto und neuen Liedtexten von Nigel Douglas und Eric Maschwitz wiederholte sich der Erfolg 1983 im Londoner Sadler’s Wells Theatre.

## Rezeption
„Lehar hat diesmal seine Gaben mit vollen Händen gestreut. Und es sind ganz köstliche Gaben: Schmachtende Walzer, schneidige Märsche, mollige Lieder, prickelnde Chansons, kunstvolle Duette und Terzette und schmetternde Chöre. Es ist ein Schwelgen in Melodien und – wie übrigens immer bei Lehar – in den üppigsten Klangfarben. Der Hauptwalzer ‚Bist Du's, lachendes Glück…‘ ist das Entzückendeste, das Lehar je geschrieben. Das ist wieder jene Art unendlich erotischer Musik, die die Nerven packt, die Sinne aufwühlt und das Publikum in förmliche Ekstase versetzt. […] Lehar saß am Dirigentenpult und befeuerte Orchester und Sänger. Das Publikum bereitete seinem Werke eine enthusiastische Aufnahme. Nach allen Akten gab es zahllose Hervorrufe.“

## Trivia
Franz Lehár komponierte diese Operette zeitgleich mit dem Fürstenkind und Zigeunerliebe. Er glaubte irriger Weise, dass das Fürstenkind von den drei Stücken das erfolgreichste Werk werden würde. Dem Grafen von Luxemburg gab er weniger Erfolgschancen.
Sind Sie der Graf von Luxemburg? war 1968 ein Schlager der Sängerin Dorthe Kollo, der auf die Operette Anspielung nimmt.